# Ritratto di Baranowski
Baranowski è un dipinto a olio su tela realizzato nel 1918 dal pittore italiano Amedeo Modigliani.
Il soggetto del dipinto é Pierre-Edouard Baranowski detto “Barà”, l’androgino pittore polacco frequentatore dei cafè di Parigi.
Il primo proprietario del dipinto fu Leopold Zborowski. Il dipinto fu acquistato nel 1937 dai noti collezionisti inglesi Sir Robert e Lady Sainsbury.